# Walnoot (boom)
De walnoot, okkernoot of notelaar (Juglans regia) is een plant uit de okkernootfamilie (Juglandaceae). Omdat het geslacht Juglans eveneens walnoot heet, wordt deze soort voluit ook wel gewone walnoot of Perzische walnoot genoemd. Andere soorten die in het geslacht Juglans worden geplaatst zijn bijvoorbeeld de witte walnoot en de zwarte walnoot.

## Beschrijving
De bladverliezende boom kan een hoogte tot 30 m bereiken en kan een meer dan 10 m brede kroon ontwikkelen die rond en half-open is. Bij het ouder worden krijgt de grijze stam een diep gegroefde bast. De boom vormt laddermerg in de twijgen. De jonge takken zijn olijfbruin en de oudere takken zilvergrijs. De schors heeft verspreide brede groeven met een ruwe textuur. De samengestelde bladeren zijn 25–40 cm lang, oneven geveerd, met vijf tot negen deelblaadjes. De drie grootste deelblaadjes bevinden zich aan het uiteinde van het blad, en zijn 10–18 cm lang en 6–8 cm breed. De deelblaadjes aan de basis van het blad zijn kleiner (5–8 cm lang).
De mannelijke bloeiwijzen zijn hangende katjes van 5–10 cm. De vrouwelijke bloemen vormen zich in clusters van twee tot vijf.
De schil van de bolster is glad en groen met witte spikkels. De noot zonder bolster is bruin en licht geribbeld.

## Verspreiding
De oorspronkelijke habitat van de boom is Centraal-Azië en strekte zich uit van Xinjiang (China) tot Oost-Turkije. De verdere verspreiding westwaarts gebeurde in twee stappen. De eerste van deze twee stappen vond plaats in de vierde eeuw voor Christus tijdens en na de Macedonische veroveringstochten onder Alexander de Grote. De tweede stap gebeurde onder de Romeinen, die de boom verder verspreidden in het Middellandse Zeegebied en West-Europa.

## Gebruik
De boom wordt al eeuwen gecultiveerd vanwege de economische waarde van het hout en de eetbare noten.
Notenhout is een klassiek, gemakkelijk te bewerken meubelhout. Het hout is variabel van kleur, samenhangend met de herkomst. Het wordt gebruikt voor de meubelindustrie en vroeger ook voor gebruiksvoorwerpen, zoals lepels, deurklinken en vliegtuigpropellers. Tijdens de Eerste Wereldoorlog zijn veel bomen gekapt voor het maken van geweerkolven, maar ook later is veel notenhout hiervoor nog gebruikt. Befaamd is het gebruik van wortelnotenhout in meubelen en in dashboards van sommige auto's.

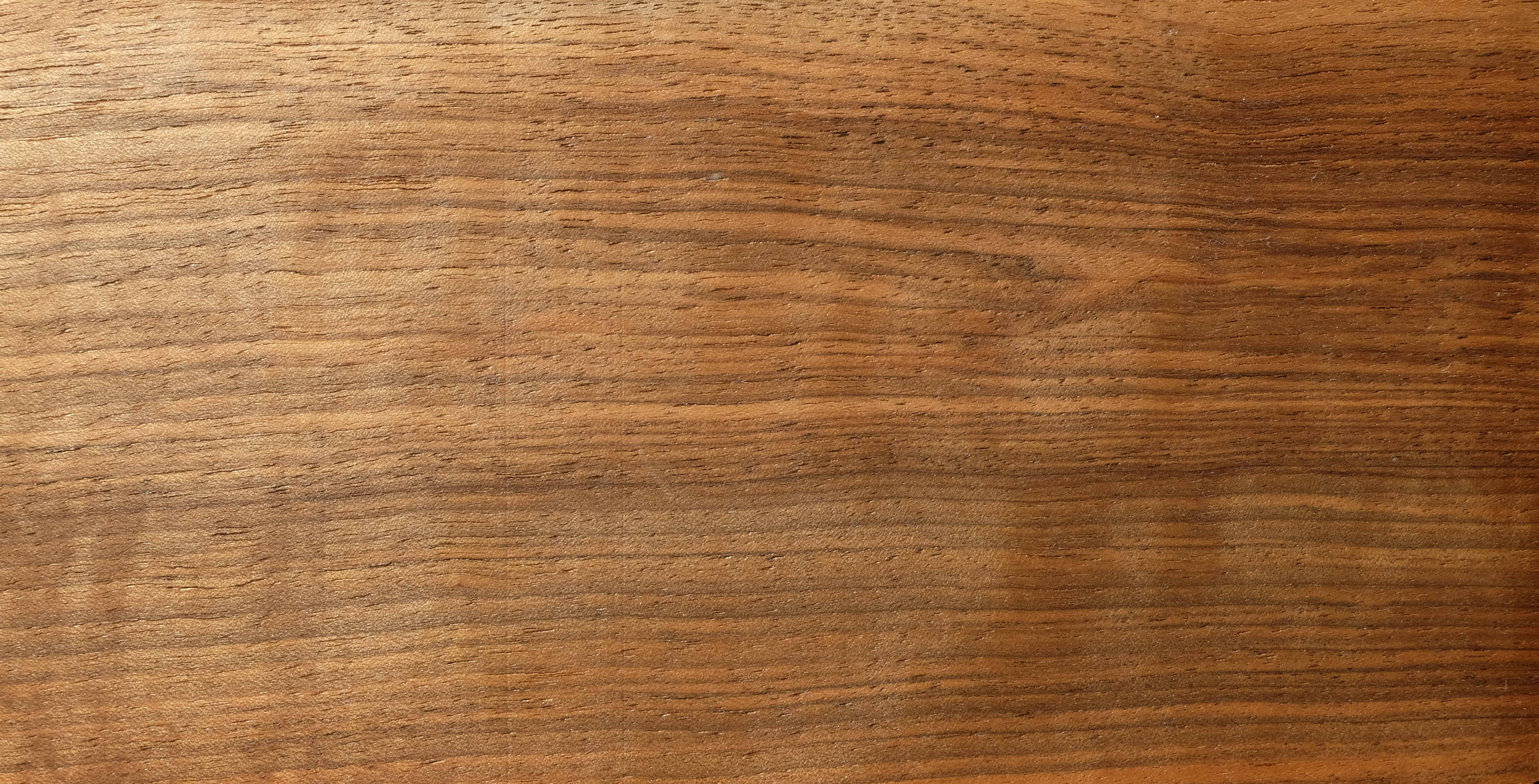
Notenhout
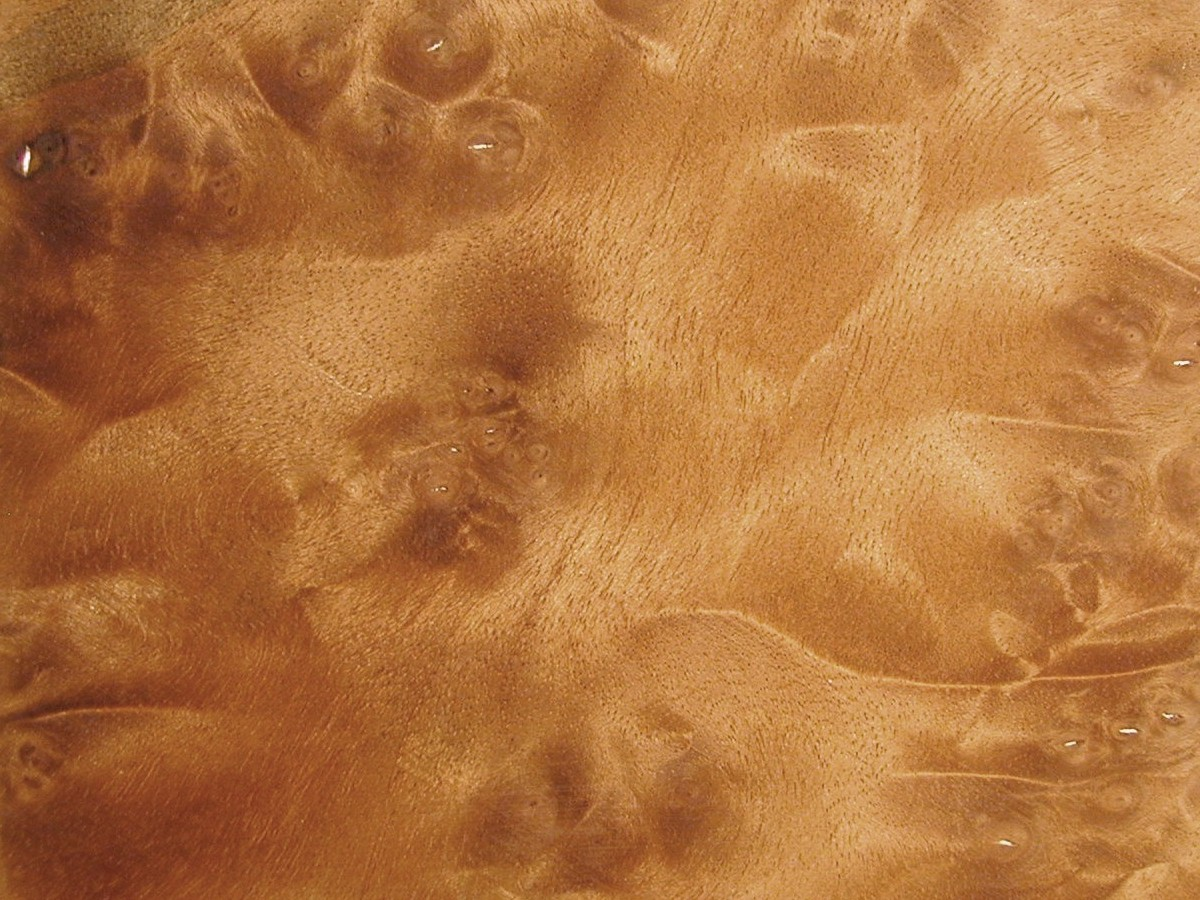
"Wortelnotenhout"

Met zijn dichte bladerdak is de okkernoot in tuinen en parken een geschikte en karaktervolle schaduwboom. Vliegen en muggen hebben een hekel aan de geur van de aromatische bladeren. Vandaar dat men op boerderijen vaak een notelaar aantreft in de nabijheid van een mesthoop.

## Bloeiwijze en productie
Mannelijke en vrouwelijke bloemen komen bij de walnoot aan dezelfde boom voor. Mannelijke bloemen zijn in katjes verenigd. Vrouwelijke bloemen bevinden zich al of niet in trossen aan het einde van nieuwe scheuten, die in het voorjaar ontstaan uit de eindknop van de langloten en uit enkele daaronder gelegen knoppen. Bij de rassen die bekend staan als kortlotdragers komen vrouwelijke bloemen ook aan de kortloten voor, dus meer gespreid langs de takken. Deze rassen (zoals Broadview en Nr. 16) zijn dus in principe veel vruchtbaarder.
Vele rassen kunnen vrucht zetten met hun eigen stuifmeel, maar een verschil in bloeitijd tussen de mannelijke en de vrouwelijke bloemen kan dit beletten. Bij de meeste rassen bloeien de mannelijke en de vrouwelijke bloemen namelijk niet tegelijk. De mannelijke bloemen bloeien meestal eerst, hetgeen protandrie wordt genoemd, maar er zijn ook rassen waarbij het omgekeerde het geval is (protogynie). Daarom is het aan te bevelen ten minste twee verschillende rassen te planten waarvan de bloeiperioden van de mannelijke en de vrouwelijke bloeiwijzen elkaar voldoende overlappen.
De walnoot is een windbestuiver. Omdat de mannelijke bloeiwijzen zeer veel stuifmeel leveren dat over grote afstanden kan worden getransporteerd, worden in commerciële beplantingen slechts enkele bestuiverbomen per hectare geplant. Bij het planten van de bestuivers kan het beste rekening worden gehouden met de overheersende windrichting.
Er zijn rassen die zonder eigen of vreemd stuifmeel toch noten leveren, als gevolg van apomictische vruchtzetting (apomixie). De apomictische vruchtzetting verschilt van jaar tot jaar, waardoor het aanplanten van een geschikte bestuiver toch meer oogstzekerheid geeft.
De productiviteit verschilt per jaar en per ras. Onvoldoende productiviteit kan voor een deel het gevolg zijn van (te) vroeg uitlopen van de knoppen in het voorjaar waardoor vorstschade aan de jonge scheuten en daarmee de vrouwelijke bloemen kan ontstaan. Rassen die vroeg uitlopen (zoals Plovdivski, Proslavski, Rita, Nr. 16 en Coenen) lopen meer kans op nachtvorstschade dan rassen die laat uitlopen (zoals Buccaneer, Wonder van Monrepos, Parisienne en Franquette). Ook gevoeligheid voor wintervorst, waardoor twijguiteinden bevriezen en afsterven, leidt tot verlies aan productie.

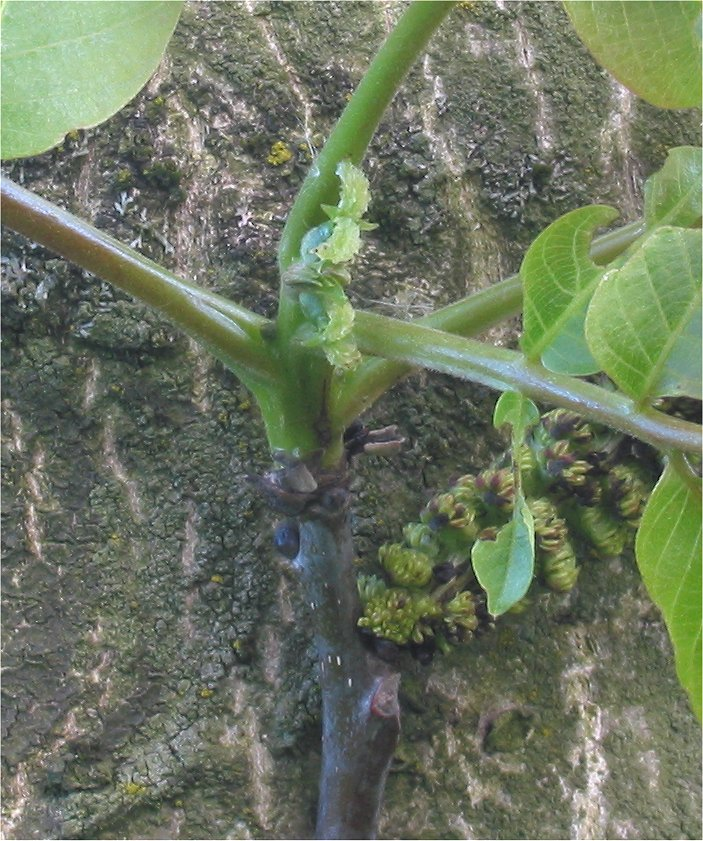
Vrouwelijke bloemen aan het eind van de nieuwe scheuten
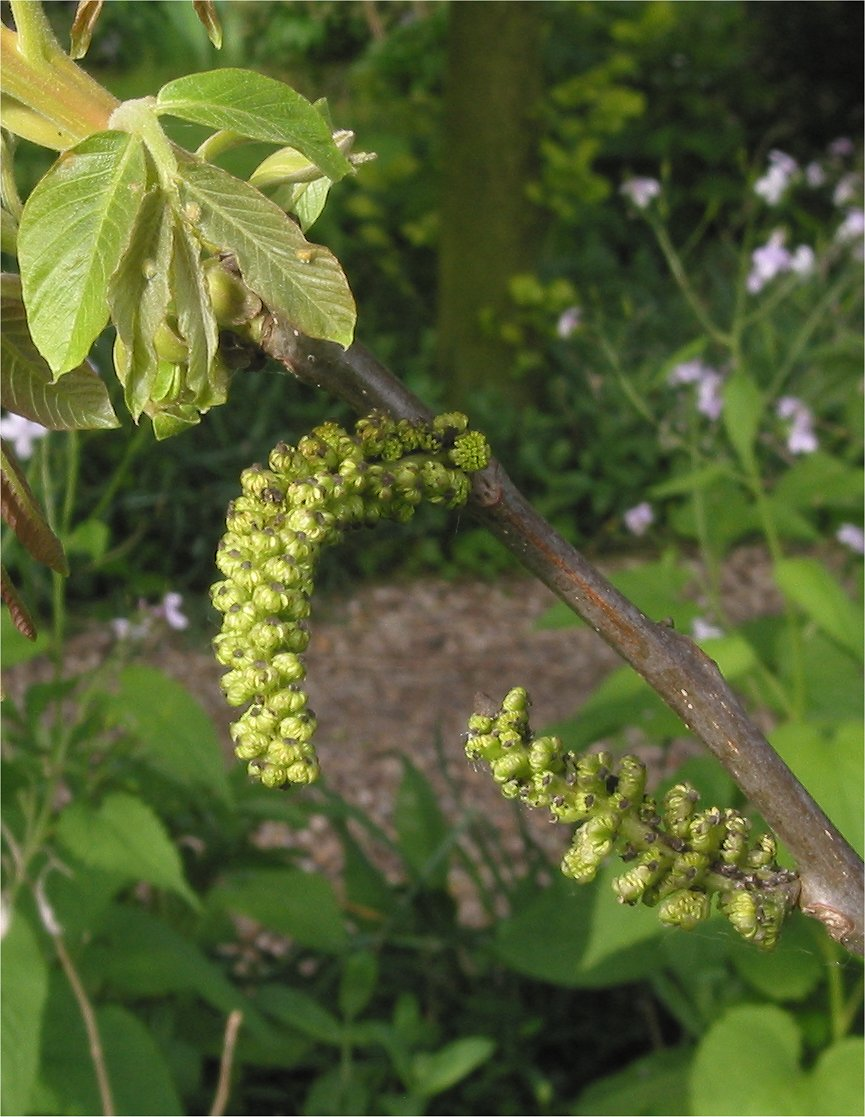
De mannelijke bloemen zijn katjes
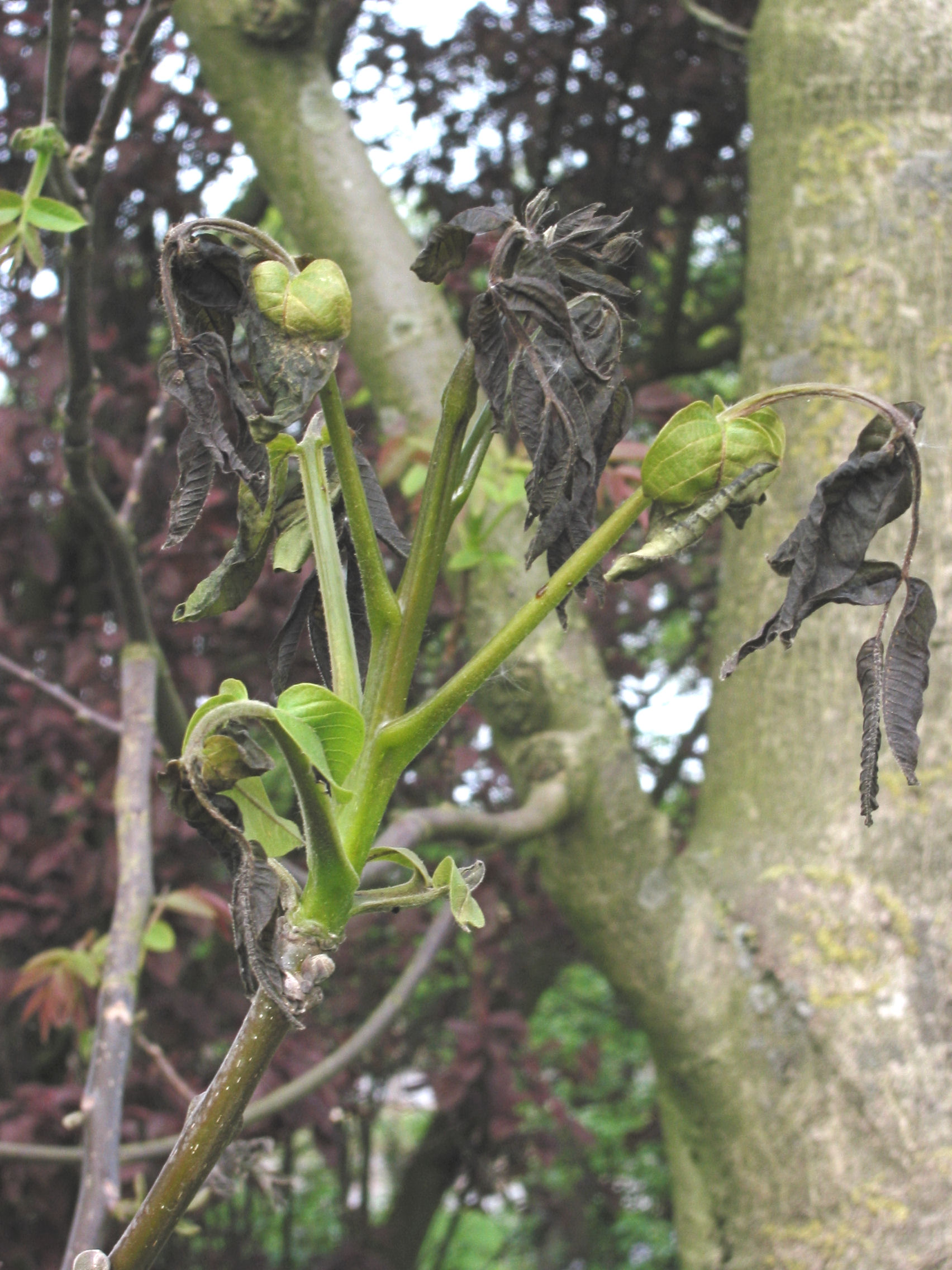
Vorstschade

Walnoten worden meestal van september tot november geoogst, afhankelijk van het ras. Er zijn verschillende manieren om de noten te oogsten. Men kan ze handmatig rapen als ze van de boom gevallen zijn. Ook kan met behulp van een oogstmachine geplukt worden. Een primitieve wijze van oogsten is het herhaaldelijk een knuppel in de kruin gooien waardoor de noten losraken en naar beneden vallen. Deze tactiek wordt afgeraden omdat het de takken beschadigt en de boom laat bloeden.

## Vermeerdering en verzorging
Walnoten kunnen door middel van zaaien worden vermeerderd, maar bij gezaaide bomen zijn de eigenschappen van tevoren niet bekend. Gezaaide bomen kunnen laat in productie komen, vaak pas na tien tot vijftien jaar.
De boom groeit aanvankelijk relatief langzaam, heeft een dikke stam en lange wortels. Doordat de boom zo groot en hoog wordt dient er bij het planten een bepaalde afstand tussen de bomen gehouden te worden. Pas na (ongeveer) tien jaar begint de boom vruchten te dragen. Walnoten kunnen vele honderden jaren oud worden.
Voor de professionele teelt wordt meer en meer gebruikgemaakt van geënte bomen. Geënte bomen hebben als voordeel dat men door voor een bepaald ras te kiezen vooraf de eigenschappen kan bepalen als groeikracht, groeiwijze, bloeitijden, productie en vruchtkenmerken. Bovendien wordt door bomen van hetzelfde ras te planten een uniforme aanplant verkregen. Geënte bomen komen snel in productie, soms al na twee tot vier jaar. Geënte bomen zijn duurder in aanschaf.
Voor het enten wordt gebruikgemaakt van een onderstam. Hiervoor worden meestal zaailingen van de gewone walnoot (Juglans regia) gebruikt, hoewel ook die van de zwarte walnoot (Juglans nigra) kunnen worden gebruikt. Dit laatste is echter niet aan te bevelen, omdat de zwarte walnoot gevoelig is gebleken voor het kersenbladrolvirus. Dit virus kan in walnoten voorkomen en kan zich via stuifmeel verspreiden. Via het stuifmeel verspreidt het virus zich dan vanuit de vrouwelijke bloemen door de boom. Wanneer het virus de onderstam van de zwarte walnoot bereikt gaat die dood. Bomen die op een gewone walnoot zijn geënt hebben daardoor een langere levensduur.
Omdat bij de opkweek van geënte bomen in de boomkwekerij de penwortel meestal ontbreekt moet een geënte boom op de uiteindelijke plaats diep worden geplant (met de entplaats net onder de grond) en moet een stevige steunpaal worden aangebracht om scheefwaaien te voorkomen.
Walnoten dienen goed geworteld te zijn en verlangen het liefst een vruchtbare kleigrond die het liefst wat kalk bevat. Het overtollige water moet weg kunnen stromen omdat er anders wortelrot optreedt. “Natte voeten” zijn dodelijk voor een walnoot. In de zomer geeft men een normale hoeveelheid water. In de winter slechts weinig maar de grond mag nooit volledig uitdrogen.

## Snoei
De boom heeft onder snoei al snel te lijden. Er zijn tegenstrijdige adviezen voor het beste tijdstip van snoei. Voor Nederland wordt wel het volgende advies gegeven, dat ook door verscheidene hoveniersbedrijven gevolgd wordt:
- De sapstroom van de boom komt al in januari op gang. In verband met het voorkomen van het bloeden is het beste tijdstip om een walnotenboom te snoeien in de maanden juli, augustus en september (als de bladeren nog aan de boom hangen). Eventueel kan ook nog direct na de val van de noten gesnoeid worden.[1]

Naar aanleiding van resultaten uit Tsjechië wordt dit advies gegeven:
- Het is meestal voldoende alleen oud hout weg te halen. Het voorjaar, net na het uitlopen, is de beste tijd. Daarbij dient er rekening mee te worden gehouden dat de sapstroom van de boom al in januari op gang komt en dat goede wondbehandeling noodzakelijk is. Hierbij gaat de boom wel bloeden.[2]
- Hooghangende, jonge takken worden normaal afgeknipt. Oude dikke takken worden enkele jaren bladvrij gemaakt, daarna wordt de bast tot de groeilaag doorgesneden, een jaar later gestript, en na het uitdrogen afgezaagd.

## Aantastingen
De boom kan aangetast worden door bacteriebrand (Xanthomonas campestris pv. juglandis en bladvlekkenziekte (Gnomonia leptostyla). Bladbeschadiging, zwarte vlekken en bladval, en daardoor kwaliteitsverlies en oogstderving, kunnen gevolgen zijn van deze ziekten. Vooral in natte zomers treden deze ziekten op. Rassen kunnen sterk verschillen in vatbaarheid.
Het blad kan ook aangetast worden door de okkernootviltmijt, maar deze veroorzaakt nauwelijks schade.
Honingzwam doet de bomen snel doodgaan.
De noten kunnen worden aangetast door de walnootboorvlieg: de larven tasten de bolsters aan, waardoor die eerst verkleuren en later verslijmen.
De vruchten worden gegeten door eekhoorns en vogels.

## Concurrentie
Onder walnoten zal in het algemeen weinig groeien. Het blad scheidt juglon af, een chemische stof die de kieming van zaden en wortelvorming van andere planten remt. Dit verschijnsel heet allelopathie. Zwarte walnoot bevat echter veel meer juglon dan de gewone walnoot en sommige planten zijn tolerant voor juglon.

## Mythologie en folklore
In de Griekse mythologie wordt Carya door de God Dionysos in een notenboom (Carya) veranderd. De notenboom staat daarom voor het symbool van de wijsheid. Kariatiden zijn vrouwenbeelden van notenhout in de vorm van kolommen van de tempel van Arthemis Karyatis.

## Naam (Etymologie)

### Okkernoot
Uit het Middelnederlands: noker (noot). In het Latijn: nux (noot /notenboom). Letterlijk : noot van de notenboom.

### Walnoot
De "Wal" in walnoot gaat terug op de stam der Volcae. Na verloop van tijd begonnen de Germaanse stammen de naam van de Volcae te gebruiken voor hun niet-Germaanse buren, eerst de Kelten en nadien ook de Romeinen (die het gebied veroverden). De associatie met de notenboom gaat terug op de verspreiding van de boom door de Romeinen in de veroverde gebieden. Men vindt ook vandaag nog sporen hiervan terug in streeknamen zoals Wallonië en Wales. Letterlijk betekent walnoot dus vreemde (niet-Germaanse) noot.

Walnoot of okkernoot
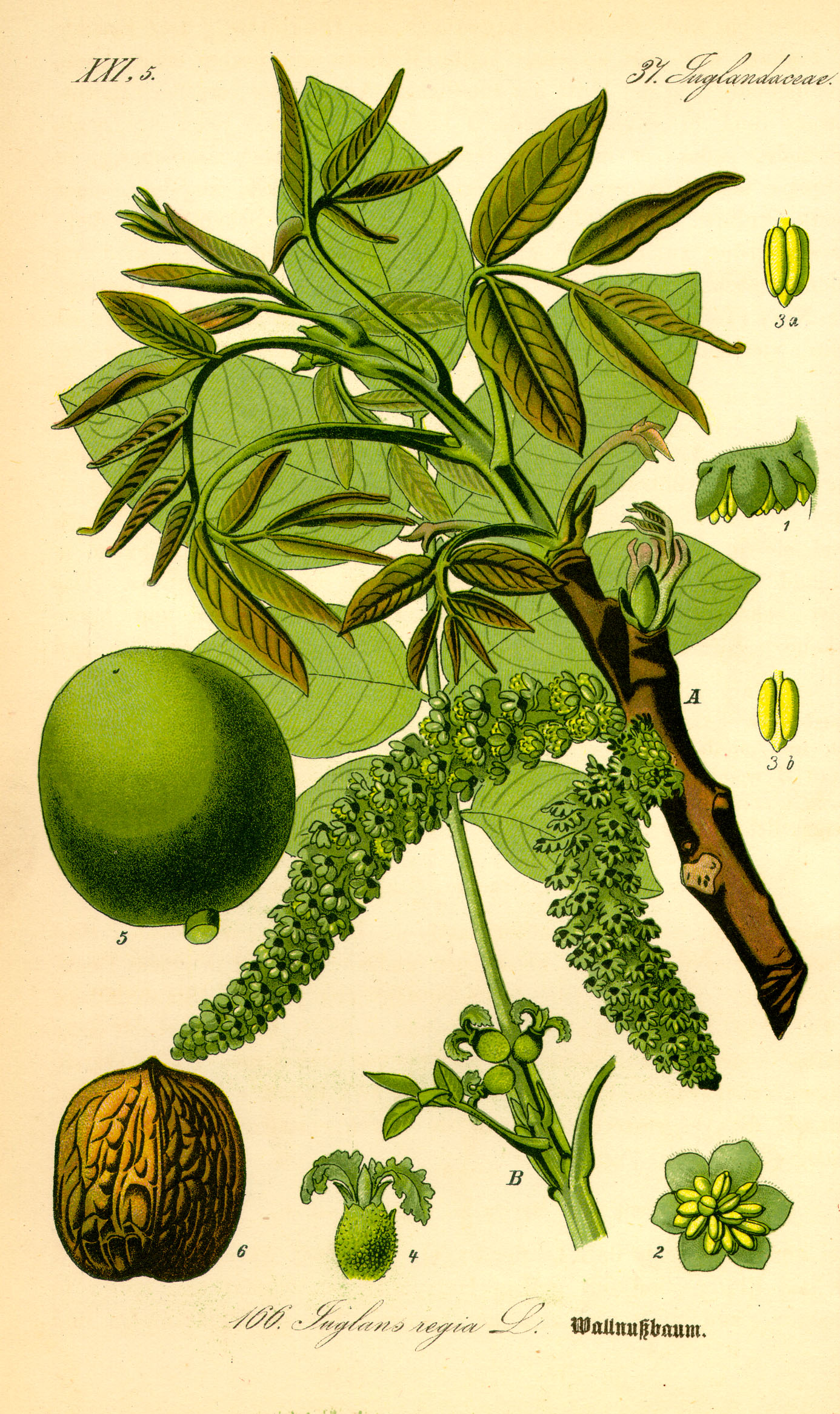
Illustratie Juglans regia
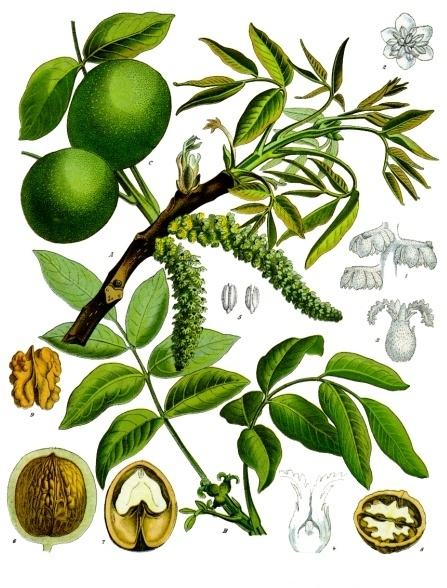
Illustratie Juglans regia
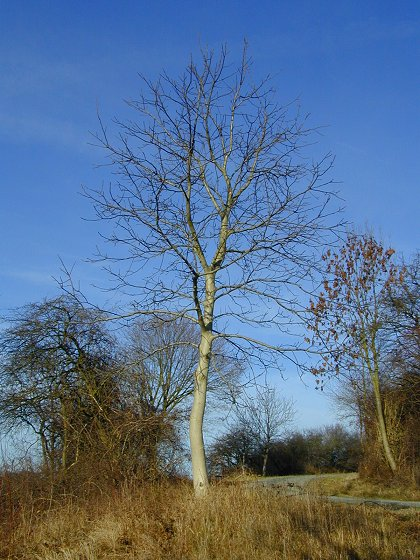
Jonge, nog kale boom
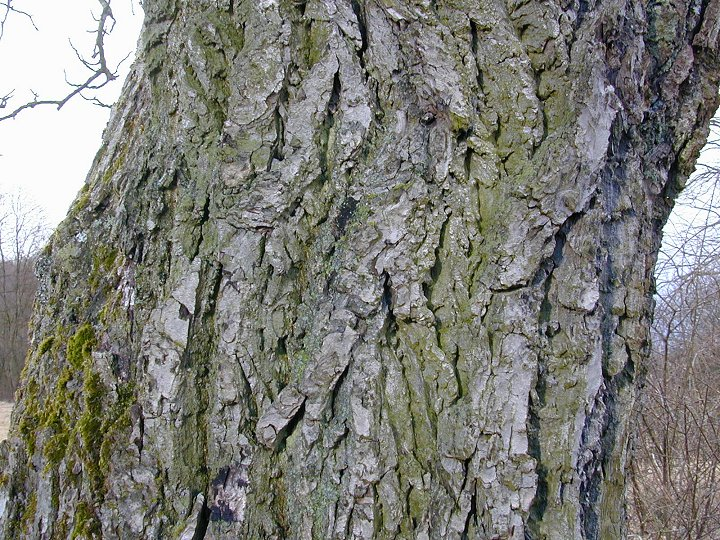
Schors van oude boom
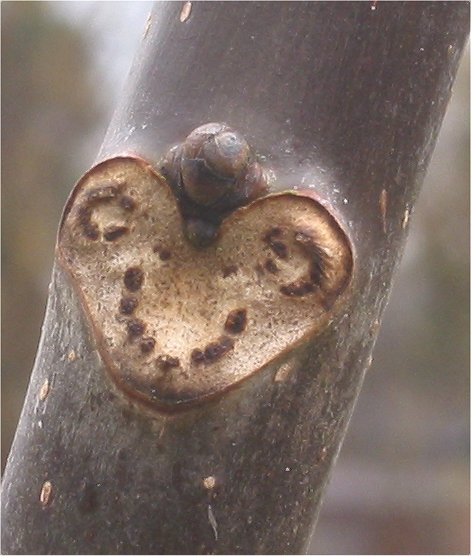
Bladlitteken
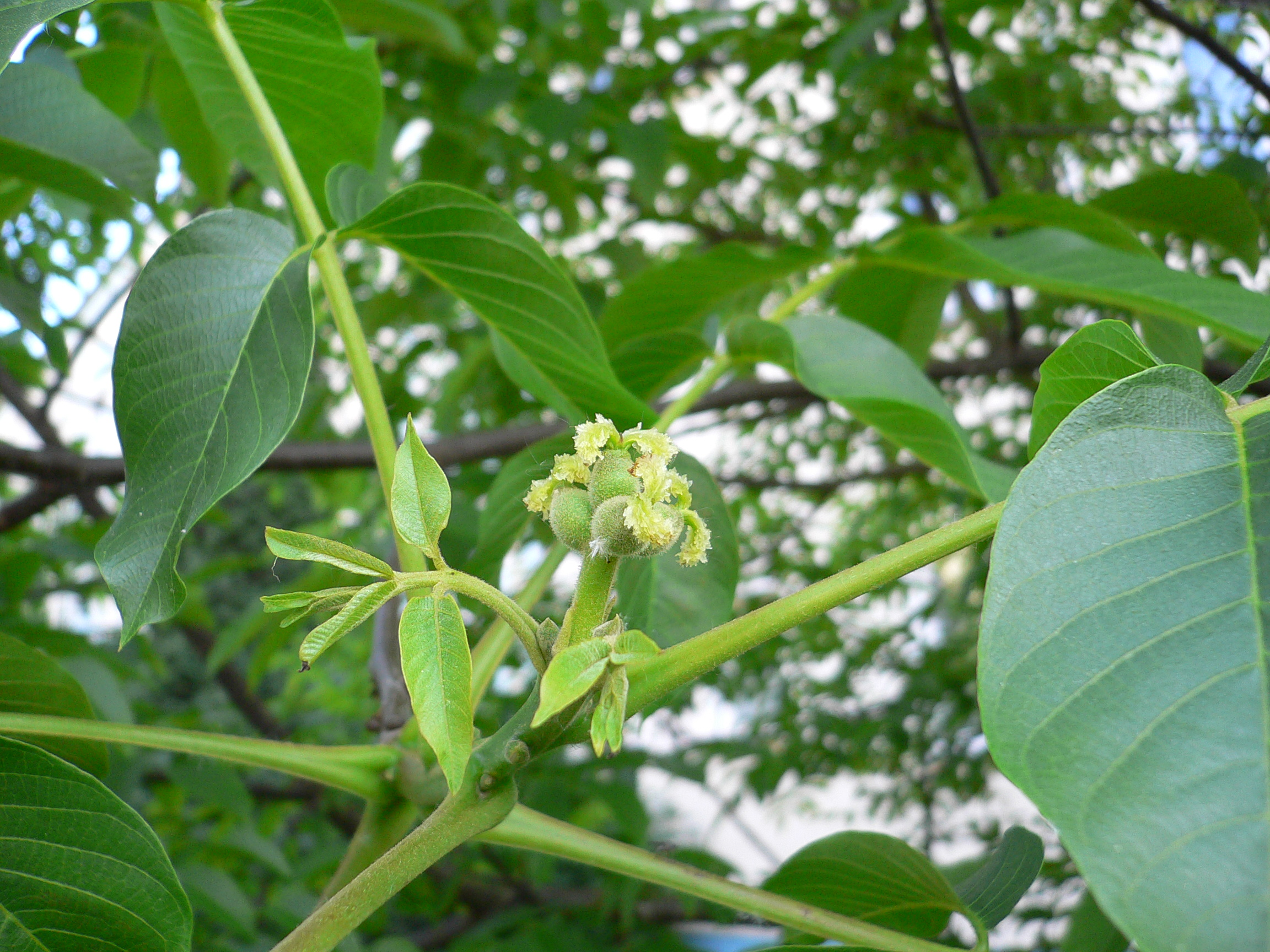
Vrouwelijke bloem
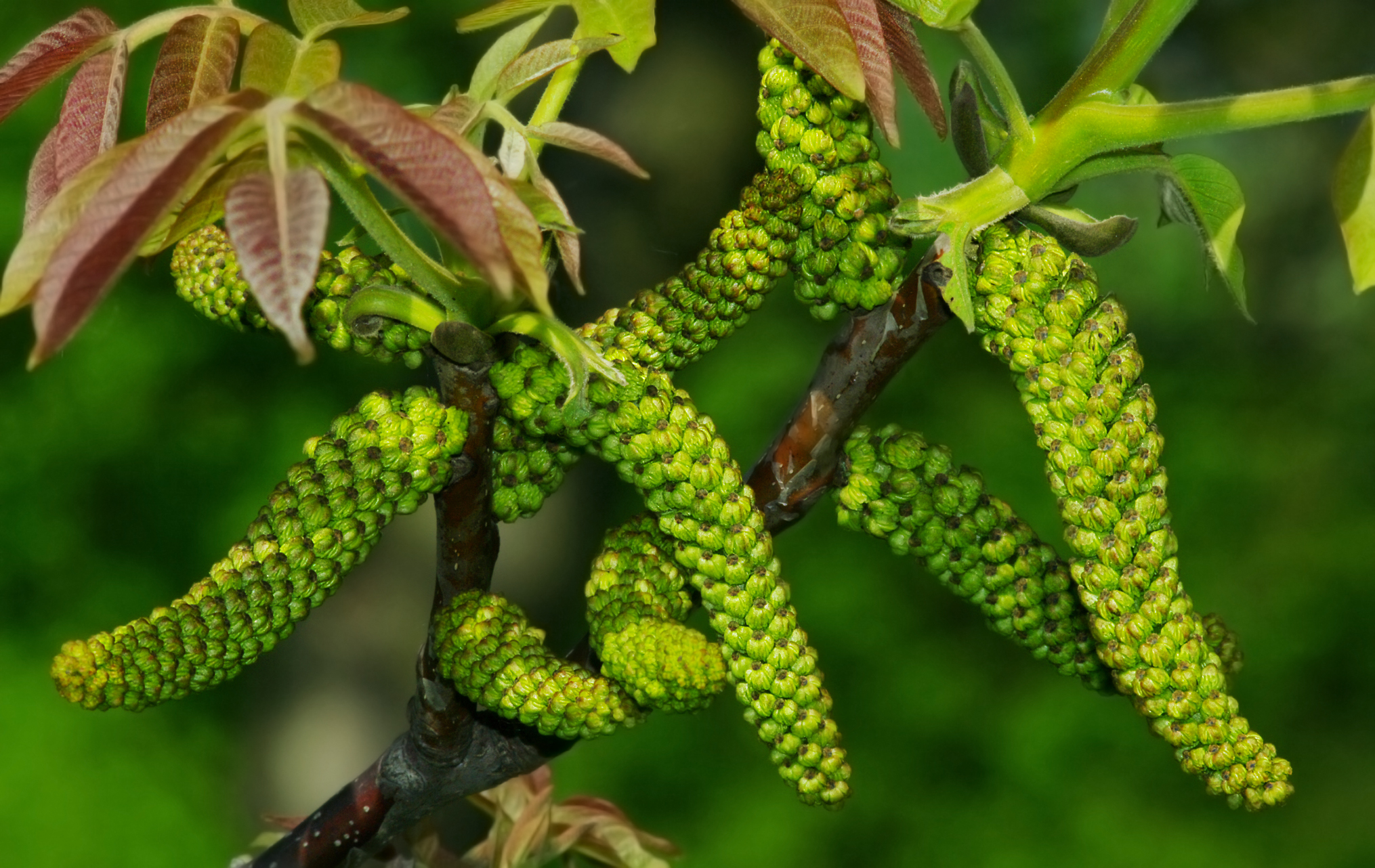
Mannelijke bloeiwijze
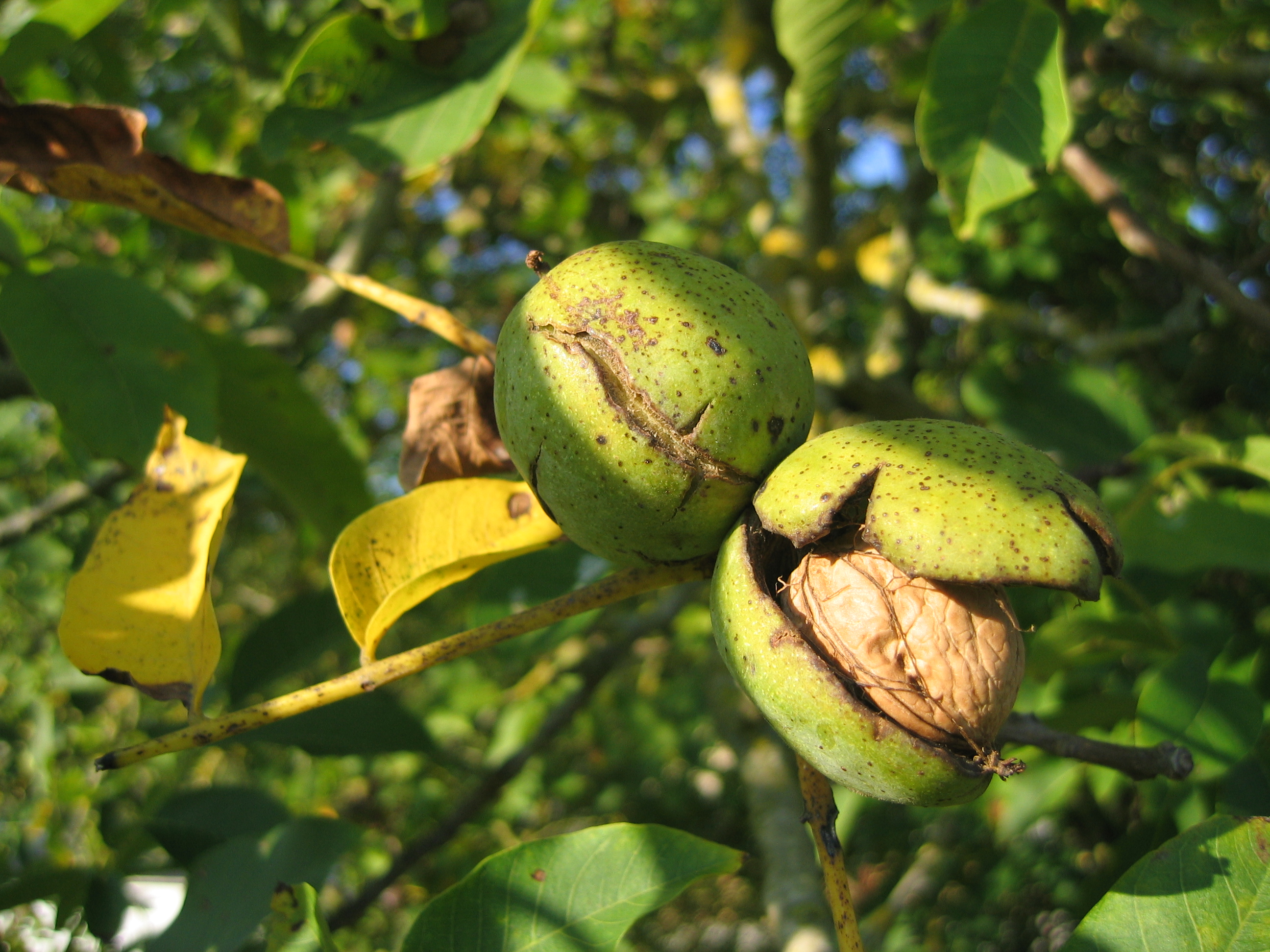
Vruchten
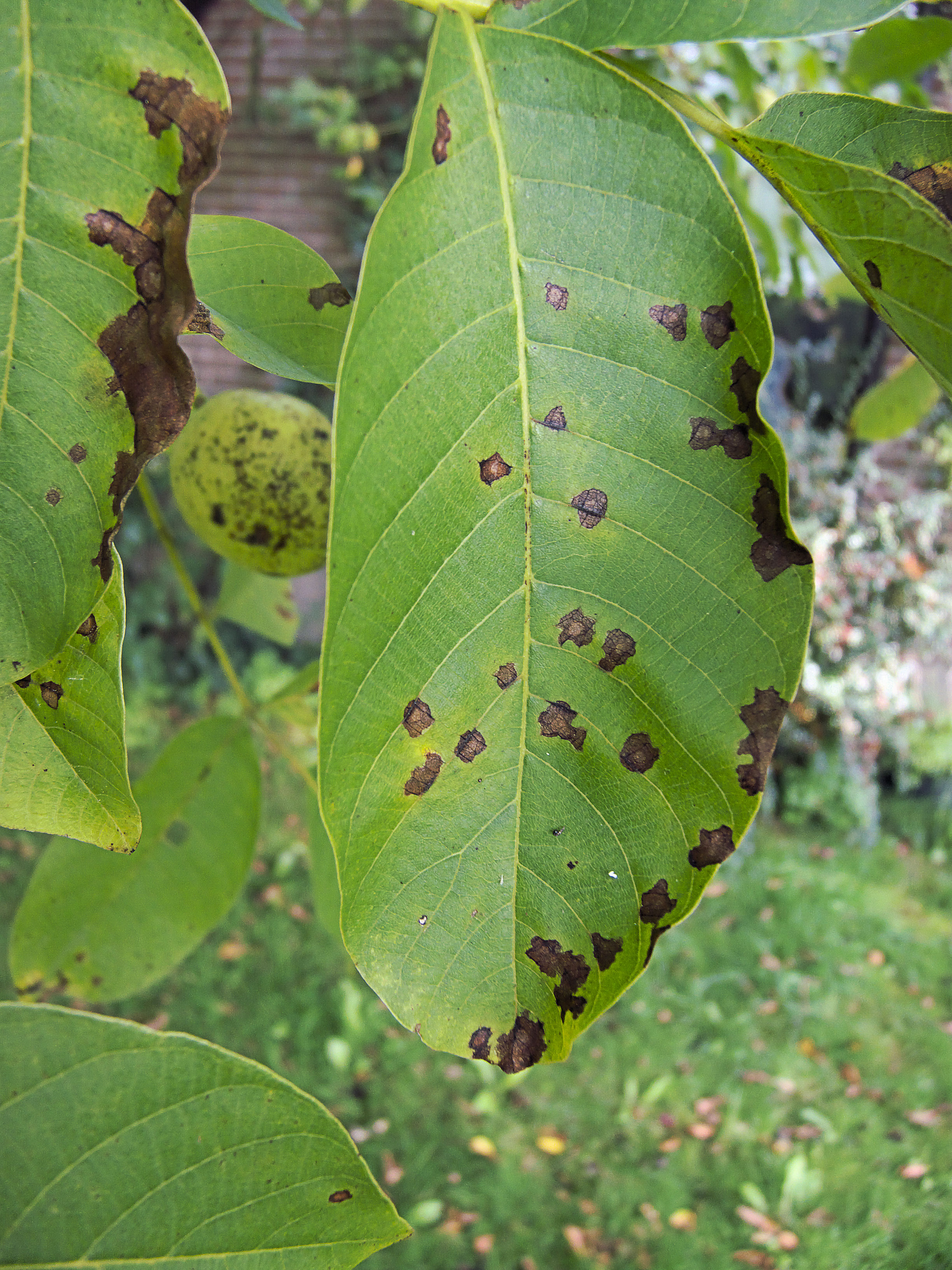
Bladvlekkenziekte op 'Buccaneer'
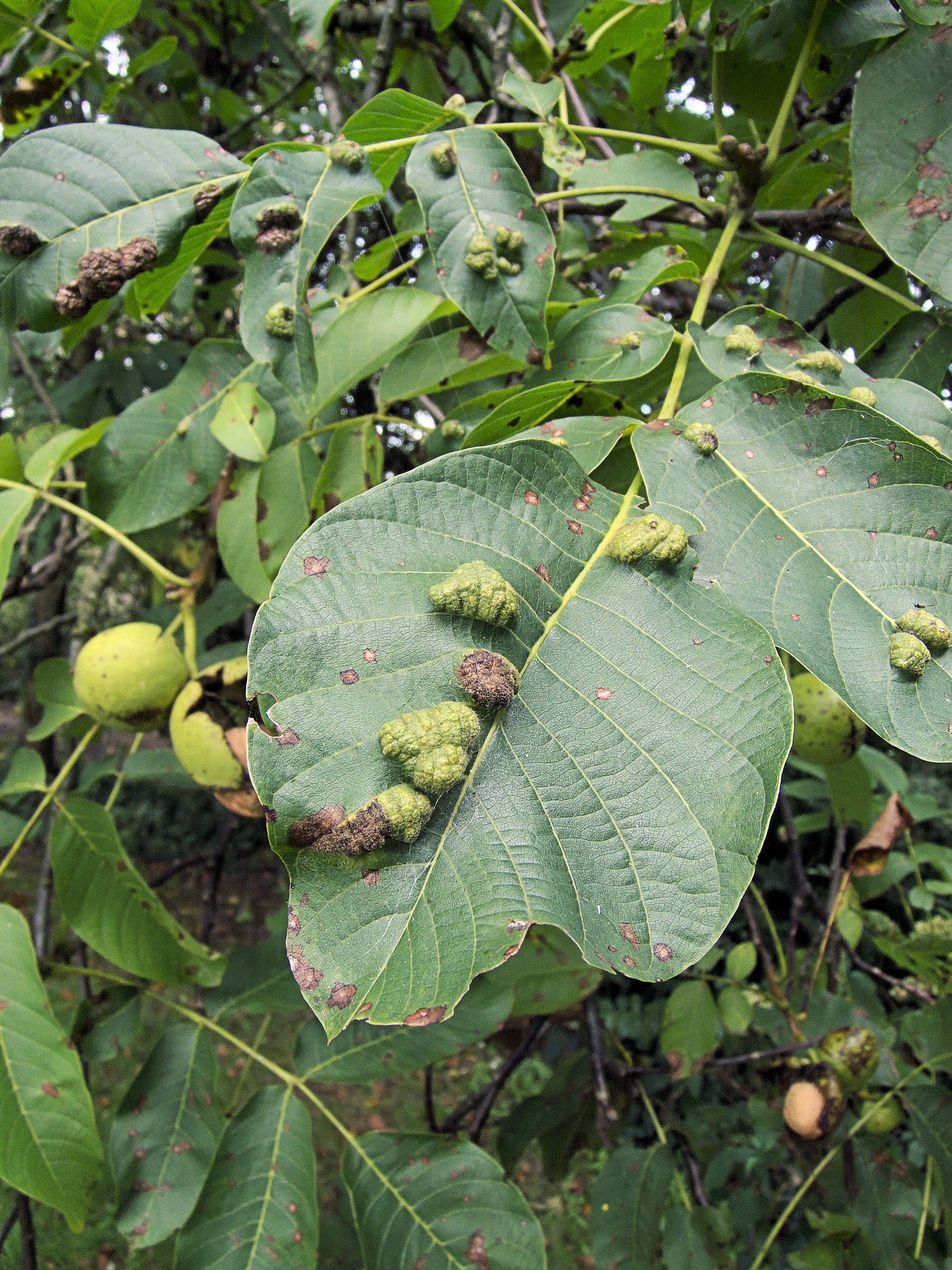
Gallen van okkernootviltmijt
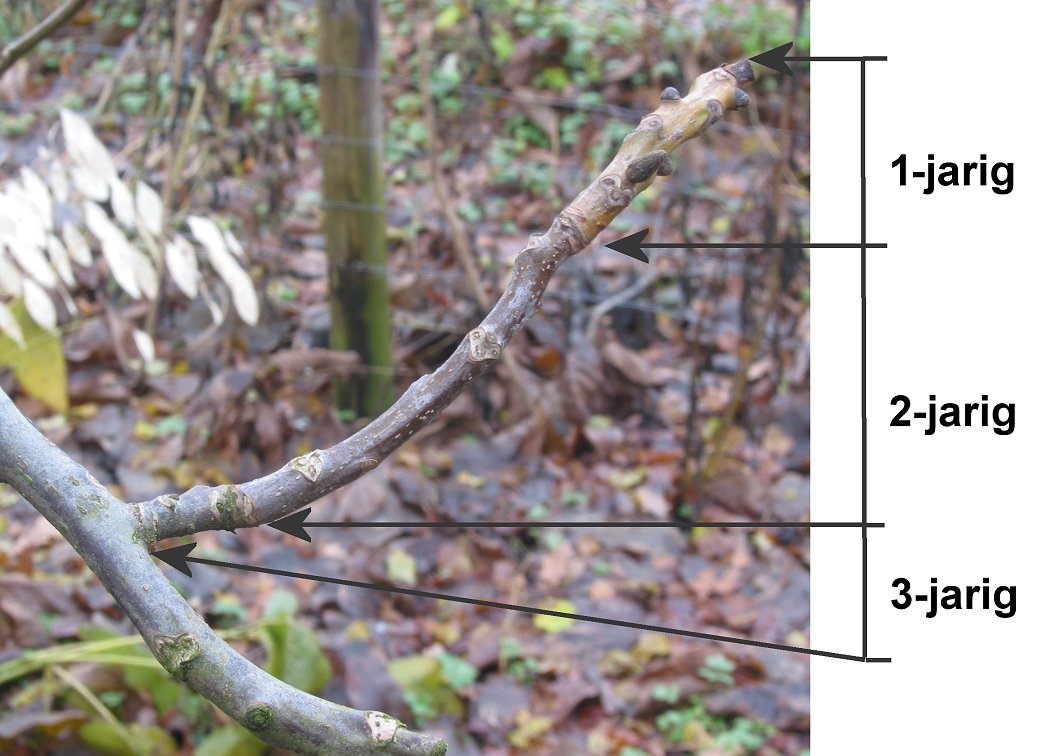
Kortlot is drie jaar oud stukje van het ras 'Broadview'
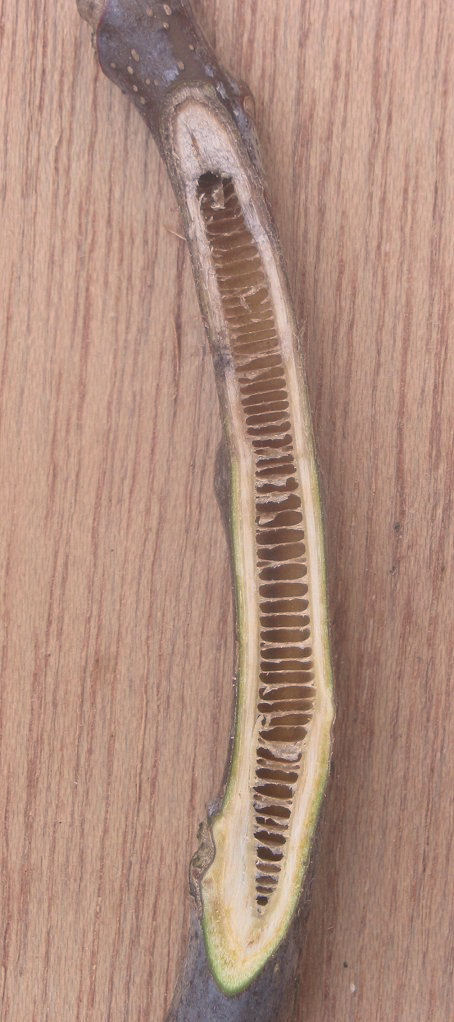
Laddermerg bij tweejarige twijg
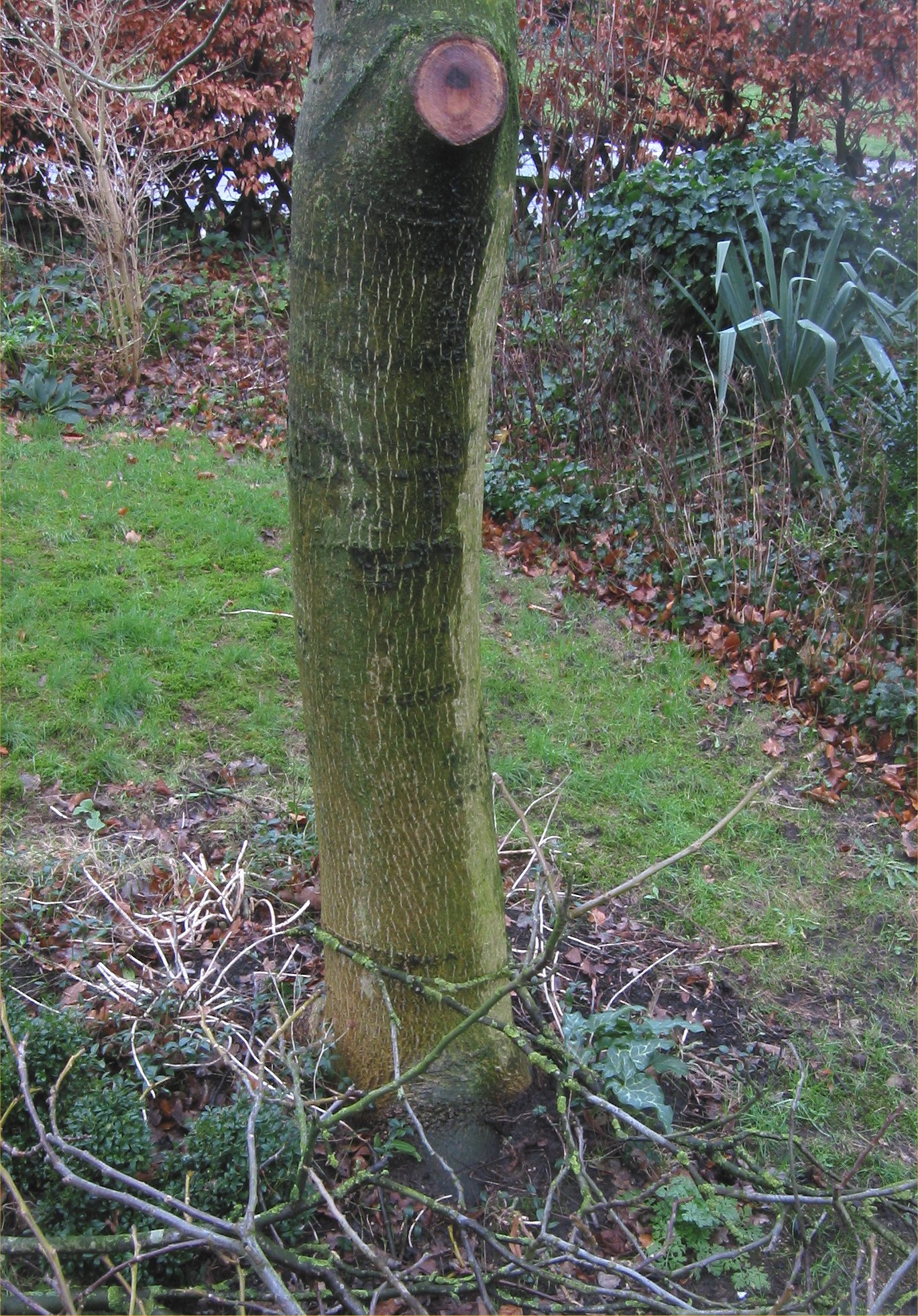
Bloedende notenboom na snoei in half januari